# Строкаточубий колібрі
Строкаточубий колі́брі (Oxypogon) — рід серпокрильцеподібних птахів родини колібрієвих (Trochilidae). Представники цього роду мешкають в Колумбії і Венесуелі. Раніше він вважався монотиповим і включав лише строкаточубого колібрі (Oxypogon guerinii), однак за результатами молекулярно-філогенетичного дослідження 2013 року цей вид був розділений на 4 види.

## Види
Виділяють чотири види:
- Колібрі арменіанський (Oxypogon stuebelii)[10]
- Колібрі синьобородий (Oxypogon cyanolaemus)[11]
- Колібрі венесуельський (Oxypogon lindenii)[12]
- Колібрі строкаточубий (Oxypogon guerinii)

## Етимологія
Наукова назва роду Oxypogon походить від сполучення слів дав.-гр. οξυς — гострий, шпичастий і πωγων — борода.